# Brachythemis fuscopalliata
Brachythemis fuscopalliata е вид водно конче от семейство Libellulidae. Видът е уязвим и сериозно застрашен от изчезване.

## Разпространение
Разпространен е в Израел, Ирак, Иран, Сирия и Турция.

## Описание
Популацията на вида е намаляваща.